# Per Pålsson
Per Pålsson, även kallad "Kitte-Pelle", född 16 september 1828 i Östra Tockarp i Örkelljunga, död 4 februari 1914. Dömd till döden för mordet på Hanna Pålsdotter 1868, men benådades och frigavs 1894.

## Biografi
Första gången Per Pålsson blev dömd var 1846. Han var då 18 år gammal och stod anklagad för ett flertal stölder i Örkelljunga och Vedby socknar. Då dömdes han till tio dagars fängelse och att undergå kyrkoplikt i Örkelljunga kyrka.
Andra gången Per Pålsson åkte fast var 1848. Då hade han bland annat begått ett flertal stölder i Södra Åsbo härad och stulit ett dussin fällknivar och 288 knappar för drängen Per Månsson från Kyrkolycke. I maj 1849 dömdes Per Pålsson till 24 dagars fängelse.
Per Pålsson stod åter under rannsakning, fast då under falskt namn, Pål Christinasson, född i Örkelljunga. Han dömdes 1852 för första resan stöld till nio dagars fängelse och att undergå kyrkoplikt i Halmstad kyrka.
Tredje gången Per Pålsson åkte fast var 1853. Häradsrättens dom föll den 21 maj 1853 och han dömdes för stöld till att straffas med spö och uppenbar kyrkoplikt och för rånet till döden genom halshuggning. Hans dödsdom omvandlades av hovrätten den 11 augusti 1853 till 28 dagars fängelse på vatten och bröd, uppenbar kyrkoplikt och livstids fängelse.
Nästa gång Pålsson stod inför rätten dömdes han till döden för rånet och mordet på Hanna Pålsdotter (f. 2 september 1847 i Lemmeshult) den 24 december 1868. Pålsdotter avled på juldagen av sina skottskador. Per Pålsson blev den 16 april 1869 dömd för mordet och fick avtjäna livstids straffarbete på bland annat Landskrona fängelse, Varbergs fästning och slutligen på Malmöhus slott.
Pålsson blev benådad 1894 från sitt livstidsstraff för mordet på Pålsdotter och frigavs från Malmöhus slott den 14 augusti 1894.